# Аустралијски долар
Долар је званична валута и средство плаћања у Аустралији. Уведен је 1966. а такође се користи на Божићном Острву, Кокосовим Острвима, Острву Норфок као и независним државама у Пацифику — Кирибатију, Науруу и Тувалуу. Обележава се симболом за долар $ али често уз АУ или А како би се разликовао од других долара. Дели се на 100 центи. Међународни код валуте је AUD.
Аустралијски долар је тренутно шеста валута по обиму трговања у свету после америчког долара, евра, јапанског јена, британске фунте и швајцарског франка.
Доларе издаје Банка за новчане резерве Аустралије (Reserve Bank of Australia). Инфлација у 2006. износила је 3,3%.
Новчанице се издају у апоенима од 5, 10, 20, 50 и 100 долара а ковани новац у апоенима од 1 и 2 долара као и 5, 10, 20 и 50 центи.
Једна од специфичности аустралијског долара је да се не штампа на хартији већ да се производи од посебне пластике. Тако су новчанице дуготрајније а знатно је смањена опасност од фалсфиковања.